# Premier League 1992/1993
Soutěžní ročník Premier League 1992/93 byl 1. ročníkem Premier League, tedy anglické nejvyšší fotbalové ligy. Soutěž byla započata 15. srpna 1992 a poslední kolo se odehrálo 11. května 1993. Liga se skládala z 22 klubů, které se oddělily od The Football League na konci sezóny 1991/92. V konceptu byla Premier League identická se starou Football League First Division. 

## Založení
V raných 90. letech se kluby hrající První divizi (First Division) snažily o změny v anglickém fotbale a 17. července 1991 podepsaly budoucí členové nové ligy zakládající smlouvu. Odproštění se od dosavadní fotbalové ligy (Football League) a Anglického fotbalového svazu (The Football Association, The FA) měl novému uskupení uvolnit ruce při vyjednávání svých vlastních smluv týkajících se vysílacích práv a sponzorů. Odklon prvoligových klubů nastal 20. února 1992, následně 22 klubů opouštějících tehdejší ligovou soutěž založilo 27. května téhož roku Premier League, společnost s ručením omezeným.
Premiérová sezóna odstartovala 15. srpna 1992 a zahrnovala 22 klubů. Domácí Sheffield United porazil Manchester United v prvním zápase soutěže 2:1, historicky první gól vstřelil „sheffieldský“ Brian Deane. Mistrovský titul později získal Manchester United. 

## Složení ligy v ročníku 1992/93
Soutěže se účastnilo 22 celků. K prvním devatenácti z minulého ročníku se připojili nováčci Ipswich Town a Middlesbrough, kteří si účast zajistili již v základní části předcházejícího ročníku Football League First Division, a Blackburn Rovers, ten si účast vybojoval vítězstvím v play off. Opačným směrem putovala mužstva Luton Townu, Notts County a West Hamu United.
| Klub                | 1991/92          | Město         | Stadión              |
| ------------------- | ---------------- | ------------- | -------------------- |
| Leeds United        | Zlatá medaile    | Leeds         | Elland Road          |
| Manchester United   | Stříbrná medaile | Manchester    | Old Trafford         |
| Sheffield Wednesday | Bronzová medaile | Sheffield     | Hillsborough Stadium |
| Arsenal             | 4.               | Londýn        | Arsenal Stadium      |
| Manchester City     | 5.               | Manchester    | Maine Road           |
| Liverpool           | 6.               | Liverpool     | Anfield              |
| Aston Villa         | 7.               | Birmingham    | Villa Park           |
| Nottingham Forest   | 8.               | Nottingham    | City Ground          |
| Sheffield United    | 9.               | Sheffield     | Bramall Lane         |
| Crystal Palace      | 10.              | Londýn        | Selhurst Park        |
| Queens Park Rangers | 11.              | Londýn        | Loftus Road          |
| Everton             | 12.              | Liverpool     | Goodison Park        |
| Wimbledon           | 13.              | Londýn        | Selhurst Park        |
| Chelsea             | 14.              | Londýn        | Stamford Bridge      |
| Tottenham Hotspur   | 15.              | Londýn        | White Hart Lane      |
| Southampton         | 16.              | Southampton   | The Dell             |
| Oldham Athletic     | 17.              | Oldham        | Boundary Park        |
| Norwich City        | 18.              | Norwich       | Carrow Road          |
| Coventry City       | 19.              | Coventry      | Highfield Road       |
| Ipswich Town        | First Division   | Ipswich       | Portman Road         |
| Middlesbrough       | First Division   | Middlesbrough | Ayresome Park        |
| Blackburn Rovers    | First Division   | Blackburn     | Ewood Park           |

### Realizační týmy a dresy
| Klub                | Trenér                      | Kapitán          | Výrobce dresu  | Sponzor dresu                           |
| ------------------- | --------------------------- | ---------------- | -------------- | --------------------------------------- |
| Arsenal             | George Graham               | Tony Adams       | Adidas         | JVC                                     |
| Aston Villa         | Ron Atkinson                | Kevin Richardson | Umbro          | Mita Copiers                            |
| Blackburn Rovers    | Kenny Dalglish              | Tim Sherwood     | Asics          | McEwan's Lager                          |
| Chelsea             | David Webb (dočasný)        | Andy Townsend    | Umbro          | Commodore International                 |
| Coventry City       | Bobby Gould                 | Brian Borrows    | Ribero         | Peugeot                                 |
| Crystal Palace      | Steve Coppell               | Geoff Thomas     | Ribero         | Tulip Computers NV                      |
| Everton             | Howard Kendall              | Dave Watson      | Umbro          | NEC                                     |
| Ipswich Town        | John Lyall                  | John Wark        | Umbro          | Fisons                                  |
| Leeds United        | Howard Wilkinson            | Gordon Strachan  | Admiral        | Admiral                                 |
| Liverpool           | Graeme Souness              | Mark Wright      | Adidas         | Carlsberg                               |
| Manchester City     | Peter Reid                  | Terry Phelan     | Umbro          | Brother Industries                      |
| Manchester United   | Alex Ferguson               | Bryan Robson     | Umbro          | Sharp                                   |
| Middlesbrough       | Lennie Lawrence             | Alan Kernaghan   | Admiral        | Imperial Chemical Industries            |
| Norwich City        | Mike Walker                 | Ian Butterworth  | Ribero         | Norwich and Peterborough                |
| Nottingham Forest   | Brian Clough                | Stuart Pearce    | Umbro          | Shipstones (domácí), Labatts (venkovní) |
| Oldham Athletic     | Joe Royle                   | Mike Milligan    | Umbro          | JD Sports                               |
| Queens Park Rangers | Gerry Francis               | Alan McDonald    | Brooks Running | Classic FM                              |
| Sheffield United    | Dave Bassett                | Brian Gayle      | Umbro          | Laver                                   |
| Sheffield Wednesday | Trevor Francis              | Nigel Pearson    | Umbro          | Sanderson                               |
| Southampton         | Ian Branfoot                | Glenn Cockerill  | Admiral        | Draper Tools                            |
| Tottenham Hotspur   | Doug Livermore Ray Clemence | Gary Mabbutt     | Umbro          | Holsten                                 |
| Wimbledon           | Joe Kinnear                 | John Scales      | Admiral        | –                                       |

### Trenérské změny
| Klub              | Odcházející trenér | Důvod odchodu | Datum odchodu   | Pozice v tabulce | Příchozí trenér             | Datum příchodu  |
| ----------------- | ------------------ | ------------- | --------------- | ---------------- | --------------------------- | --------------- |
| Norwich City      | David Williams     | Konec smlouvy | 1. května 1992  | Před sezónou     | Mike Walker                 | 1. června 1992  |
| Coventry City     | Don Howe           | Konec smlouvy | 14. května 1992 | Před sezónou     | Bobby Gould                 | 6. června 1992  |
| Tottenham Hotspur | Peter Shreeves     | Vyhozen       | 19. května 1992 | Před sezónou     | Doug Livermore Ray Clemence | 19. května 1992 |
| Chelsea           | Ian Porterfield    | Vyhozen       | 15. února 1993  | 12. místo        | David Webb (dočasný)        | 15. února 1993  |

## Tabulka
| Poř. | Tým                   | Z  | V  | R  | P  | VG | OG | B  |
| ---- | --------------------- | -- | -- | -- | -- | -- | -- | -- |
| 1.   | Manchester United (C) | 42 | 24 | 12 | 6  | 67 | 31 | 84 |
| 2.   | Aston Villa           | 42 | 21 | 11 | 10 | 57 | 40 | 74 |
| 3.   | Norwich City          | 42 | 21 | 9  | 12 | 61 | 65 | 72 |
| 4.   | Blackburn Rovers      | 42 | 20 | 11 | 11 | 68 | 46 | 71 |
| 5.   | Queens Park Rangers   | 42 | 17 | 12 | 13 | 63 | 55 | 63 |
| 6.   | Liverpool             | 42 | 16 | 11 | 15 | 62 | 55 | 59 |
| 7.   | Sheffield Wednesday   | 42 | 15 | 14 | 13 | 55 | 51 | 59 |
| 8.   | Tottenham Hotspur     | 42 | 16 | 11 | 15 | 60 | 66 | 59 |
| 9.   | Manchester City       | 42 | 15 | 12 | 15 | 56 | 51 | 57 |
| 10.  | Arsenal               | 42 | 15 | 11 | 16 | 40 | 38 | 56 |
| 11.  | Chelsea               | 42 | 14 | 14 | 14 | 51 | 54 | 56 |
| 12.  | Wimbledon             | 42 | 14 | 12 | 16 | 56 | 55 | 54 |
| 13.  | Everton               | 42 | 15 | 8  | 19 | 53 | 55 | 53 |
| 14.  | Sheffield United      | 42 | 14 | 10 | 18 | 54 | 53 | 52 |
| 15.  | Coventry City         | 42 | 13 | 13 | 16 | 52 | 57 | 52 |
| 16.  | Ipswich Town          | 42 | 12 | 16 | 14 | 50 | 55 | 52 |
| 17.  | Leeds United          | 42 | 12 | 15 | 15 | 57 | 62 | 51 |
| 18.  | Southampton           | 42 | 13 | 11 | 18 | 54 | 61 | 50 |
| 19.  | Oldham Athletic       | 42 | 13 | 10 | 19 | 63 | 74 | 49 |
| 20.  | Crystal Palace (R)    | 42 | 11 | 16 | 15 | 48 | 61 | 49 |
| 21.  | Middlesbrough (R)     | 42 | 11 | 11 | 20 | 54 | 75 | 44 |
| 22.  | Nottingham Forest (R) | 42 | 10 | 10 | 22 | 41 | 62 | 40 |

Pravidla pro klasifikaci: 1) Body; 2) Gólový rozdíl; 3) vstřelené góly
(C) Šampion; (R) Sestupující
|  | Postup do prvního kola Ligy mistrů          |
|  | Postup do prvního kola Poháru UEFA          |
|  | Postup do prvního kola Poháru vítězů pohárů |
|  | Sestup do Football League First Division    |

Poznámky
1. 1 2  Arsenal, který vyhrál jak FA Cup, tak EFL Cup, se kvalifikoval do Poháru vítězů pohárů, a tak jeho místo v evropských pohárech za vítězství v EFL Cupu připadlo 3. týmu anglické ligy.

## Statistiky

### Střelci

#### Nejlepší střelci
|    | Hráč               | Klub                                | Góly |
| -- | ------------------ | ----------------------------------- | ---- |
| 1. | Teddy Sheringham   | Nottingham Forest/Tottenham Hotspur | 22   |
| 2. | Les Ferdinand      | Queens Park Rangers                 | 20   |
| 3. | Dean Holdsworth    | Wimbledon                           | 19   |
| 4. | Mick Quinn         | Coventry City                       | 17   |
| 5. | Alan Shearer       | Blackburn Rovers                    | 16   |
| 5. | David White        | Manchester City                     | 16   |
| 7. | Chris Armstrong    | Crystal Palace                      | 15   |
| 7. | Eric Cantona       | Leeds United/Manchester United      | 15   |
| 7. | Lee Chapman        | Leeds United                        | 15   |
| 7. | Brian Deane        | Sheffield United                    | 15   |
| 7. | Mark Hughes        | Manchester United                   | 15   |
| 7. | Matthew Le Tissier | Southampton                         | 15   |
| 7. | Ian Wright         | Arsenal                             | 15   |

#### Hattricky
| Hráč                | Klub                | Soupeř            | Skóre   | Datum             |
| ------------------- | ------------------- | ----------------- | ------- | ----------------- |
| Eric Cantona        | Leeds United        | Tottenham Hotspur | 5:0 (D) | 25. srpna 1992    |
| Mark Robins         | Norwich City        | Oldham Athletic   | 3:2 (H) | 8. listopadu 1992 |
| John Hendrie        | Middlesbrough       | Blackburn Rovers  | 3:2 (D) | 5. prosince 1992  |
| Andy Sinton         | Queens Park Rangers | Everton           | 4:2 (D) | 28. prosince 1992 |
| Brian Deane         | Sheffield United    | Ipswich Town      | 3:0 (D) | 17. ledna 1993    |
| Teddy Sheringham    | Tottenham Hotspur   | Leeds United      | 4:0 (D) | 22. února 1993    |
| Gordon Strachan     | Leeds United        | Blackburn Rovers  | 5:2 (D) | 10. dubna 1993    |
| Les Ferdinand       | Queens Park Rangers | Nottingham Forest | 4:3 (D) | 10. dubna 1993    |
| Chris Bart-Williams | Sheffield Wednesday | Southampton       | 5:2 (D) | 12. dubna 1993    |
| Les Ferdinand       | Queens Park Rangers | Everton           | 5:3 (H) | 12. dubna 1993    |
| Chris Sutton        | Norwich City        | Leeds United      | 4:2 (D) | 14. dubna 1993    |
| Mark Walters        | Liverpool           | Coventry City     | 4:0 (D) | 17. dubna 1993    |
| Rod Wallace         | Leeds United        | Coventry City     | 3:3 (H) | 8. května 1993    |
| Matt Le Tissier     | Southampton         | Oldham Athletic   | 3:4 (H) | 8. května 1993    |

Poznámky
4 Hráč vstřelil 4 góly
(D) – Domácí tým
(H) – Hostující tým

#### Nejlepší asistenti
|    | Hráč               | Klub                                | Asistence |
| -- | ------------------ | ----------------------------------- | --------- |
| 1. | Eric Cantona       | Leeds United/Manchester United      | 16        |
| 2. | Darren Anderton    | Tottenham Hotspur                   | 11        |
| 2. | Niall Quinn        | Manchester City                     | 11        |
| 4. | Brian Deane        | Sheffield United                    | 10        |
| 4. | Matthew Le Tissier | Southampton                         | 10        |
| 4. | Jason Wilcox       | Blackburn Rovers                    | 10        |
| 7. | Jason Dozzell      | Ipswich Town                        | 9         |
| 7. | Richard Holden     | Manchester City                     | 9         |
| 7. | Lee Sharpe         | Manchester United                   | 9         |
| 7. | Teddy Sheringham   | Nottingham Forest/Tottenham Hotspur | 9         |
| 7. | Andy Sinton        | Queens Park Rangers                 | 9         |
| 7. | Ian Woan           | Nottingham Forest                   | 9         |

### Čistá konta

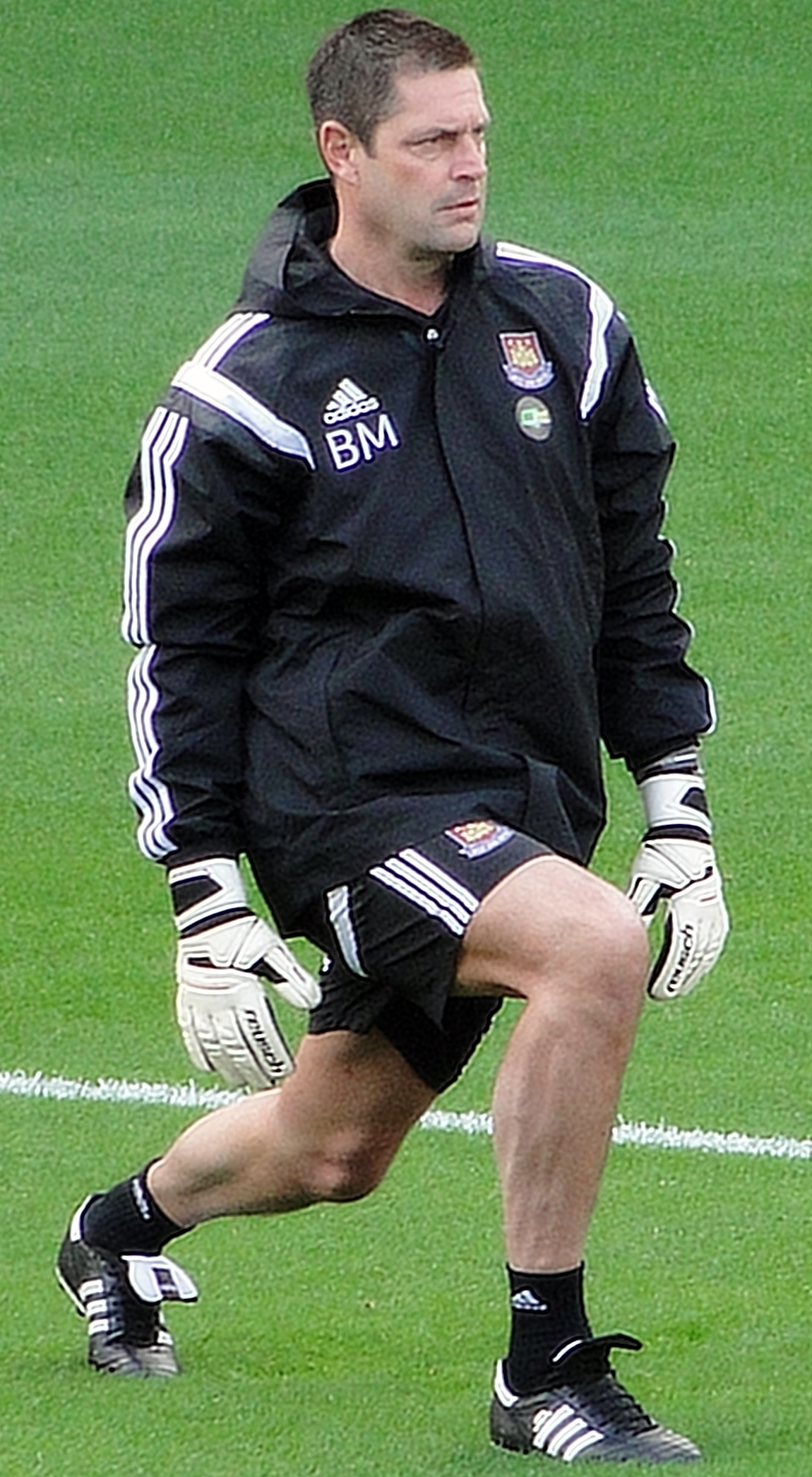
Bobby Mimms udržel v první sezóně Premier League nejvíce čistých kont (19), a to v dresu Blackburnu Rovers.

|     | Hráč             | Klub              | Čistá konta |
| --- | ---------------- | ----------------- | ----------- |
| 1.  | Bobby Mimms      | Blackburn Rovers  | 19          |
| 2.  | Peter Schmeichel | Manchester United | 18          |
| 3.  | David Seaman     | Arsenal           | 15          |
| 4.  | Hans Segers      | Wimbledon         | 13          |
| 5.  | Tony Coton       | Manchester City   | 11          |
| 5.  | Bryan Gunn       | Norwich City      | 11          |
| 5.  | John Lukic       | Leeds United      | 11          |
| 5.  | Nigel Martyn     | Crystal Palace    | 11          |
| 5.  | Neville Southall | Everton           | 11          |
| 10. | Tim Flowers      | Southampton       | 10          |

### Disciplína

#### Hráči
- Nejvíce žlutých karet: 8[19]
  -  Iain Dowie (Southampton)
  -  Terry Hurlock (Southampton)
  -  Vinnie Jones (Chelsea/Wimbledon)
  -  Jamie Pollock (Middlesbrough)
  -  Neil Ruddock (Tottenham Hotspur)
  -  Lawrie Sanchez (Wimbledon)
  -  Dennis Wise (Chelsea)

- Nejvíce červených karet: 2[20]
  -  Brian McAllister (Wimbledon)
  -  Neville Southall (Everton)

#### Klub
- Nejvíce žlutých karet: 58[21]
  - Sheffield United

- Nejvíce červených karet: 5[22]
  - Wimbledon

## Ocenění

### Roční ocenění
| Ocenění                         | Vítěz        | Klub                |
| ------------------------------- | ------------ | ------------------- |
| PFA Players' Player of the Year | Paul McGrath | Aston Villa         |
| PFA Young Player of the Year    | Ryan Giggs   | Manchester United   |
| Hráč roku dle FWA               | Chris Waddle | Sheffield Wednesday |

| PFA Team of the Year | PFA Team of the Year                 | PFA Team of the Year                 | PFA Team of the Year                 | PFA Team of the Year                 | PFA Team of the Year                 | PFA Team of the Year                 |
| -------------------- | ------------------------------------ | ------------------------------------ | ------------------------------------ | ------------------------------------ | ------------------------------------ | ------------------------------------ |
| Brankář              | Peter Schmeichel (Manchester United) | Peter Schmeichel (Manchester United) | Peter Schmeichel (Manchester United) | Peter Schmeichel (Manchester United) | Peter Schmeichel (Manchester United) | Peter Schmeichel (Manchester United) |
| Obránci              | David Bardsley (Queens Park Rangers) | Paul McGrath (Aston Villa)           | Paul McGrath (Aston Villa)           | Gary Pallister (Manchester United)   | Gary Pallister (Manchester United)   | Tony Dorigo (Leeds United)           |
| Záložníci            | Paul Ince (Manchester United)        | Paul Ince (Manchester United)        | Gary Speed (Leeds United)            | Gary Speed (Leeds United)            | Roy Keane (Nottingham Forest)        | Roy Keane (Nottingham Forest)        |
| Útočníci             | Alan Shearer (Blackburn Rovers)      | Alan Shearer (Blackburn Rovers)      | Ian Wright (Arsenal)                 | Ian Wright (Arsenal)                 | Ryan Giggs (Manchester United)       | Ryan Giggs (Manchester United)       |

## Vítěz
| Premier League 1992/93 Manchester United (1. titul) |